# Вангерберг
Вангерберг (нем. Wangerberg) — деревня в Лихтенштейне в муниципалитете Тризенберг. Расположена в южной части страны на правом берегу реки Рейн. Ближайшие населённые пункты Тризен (0,5 км) и Штайнорт (0,5 км), от которых отделена лесными массивами. Деревня расположена на высоте 565 м над уровнем моря.
В 1933 году житель Вангербера Майнрад Шедлер основал существующее и сегодня животноводческое товарищество.
Через Вангерберг проходила так называемая «дорога бегства» (нем. Flüchtlingsweg): в ходе второй мировой войны планировалось при проходе немецких или союзных войск через Лихтенштейн скрыть всё население княжества в Альпах.
Первый музыкальный фестиваль Weilerfest прошел 18 июня 2009 в Вангерберге.